# Karuzela (czasopismo)
Karuzela – dwutygodnik satyryczny wydawany od 1957 do wczesnych lat 90. w Łodzi. Jedynie tytułem nawiązywał do przedwojennego (1936–1939) łódzkiego pisma pt. „Karuzela. Obrazkowy tygodnik przygód ciekawych i wesołych”. 
W okresie PRL było to, obok „Szpilek”, jedno z dwóch jedynych ogólnopolskich pism satyrycznych. W przeciwieństwie do „Szpilek” – wydawane na niewysokim poziomie edytorskim, przy użyciu papieru gazetowego w formacie A-4. Redaktorami naczelnymi byli: Leopold Beck, Wojciech Drygas (od 1966), Henryk Pawlak (od 1987), Dariusz Dorożyński (od 1991) i Halina Sibińska (1992).
W 1983 Krajowa Agencja Wydawnicza wydała wybór tekstów i rysunków z czasopisma zatytułowany „Kuszenie na Karuzelę”. Wśród autorów znaleźli się Karol Baraniecki, Kazimierz Chyła, Tadeusz Fangrat, Wiesław Fuglewicz, Tadeusz Gicgier, Władysław Grzeszczyk, Mirosław Paweł Hajnos, Jan Huszcza, Zbigniew Jujka, Szymon Kobyliński, Maciej Józef Kononowicz, Lech Konopiński, Edward Kopczyński, Andrzej Kozioł, Eryk Lipiński, Lech Niekrasz, Jan Bolesław Ożóg, Ireneusz Parzyszek, Andrzej Podulka, Zygmunt Pytlik, Horacy Safrin, Józef Skonieczny, Jan Sztaudynger, Grzegorz Szumowski, Andrzej Tylczyński, Zbigniew Waydyk, Jerzy Wróblewski, Wiesław Zięba, Zbigniew Ziomecki czy Urszula Zybura.
Czasopismo przestało się ukazywać w 1992. Obecnie ukazuje się jako dodatek do Expressu Wieczornego, wydawane przez Milenium Media.

## Osoby związane z „Karuzelą”
- Karol Baraniecki – jeden z pierwszych członków redakcji[4], kierownik graficzny
- Ignacy Bulla – polski malarz, grafik, rzeźbiarz i satyryk[5]
- Jan Czarny – jeden z pierwszych członków redakcji[4], poeta, satyryk
- Stanisław Gratkowski – karykaturzysta, kierownik graficzny pisma
- Marian Matocha – polski malarz, rysownik, karykaturzysta
- Adam Ochocki – satyryk, sekretarz redakcji od 1957 do 1978[6]
- Zbigniew Rabsztyn – artysta malarz, rysownik, grafik, ilustrator, karykaturzysta, felietonista, publicysta
- Horacy Safrin – jeden z pierwszych członków redakcji[4], poeta, satyryk
- Jacek Sawaszkiewicz – pisarz i satyryk
- Halina Sibińska – rysownik, w ostatnim okresie istnienia czasopisma (od numeru 26 z 1991) przewodnicząca kolegium redakcyjnego[7]
- Jan Sztaudynger – jeden z pierwszych członków redakcji[4], poeta, satyryk
- Jerzy Wróblewski – rysownik m.in. komiksów, pochodzący z Bydgoszczy (1941–1991)
- Julian Żebrowski – karykaturzysta, satyryk, grafik[8].